# غار سارما
غار سارما (به لاتین: Sarma cave) یک غار در گرجستان است که در آبخاز واقع شده‌است.